# Barcelona Open 2015 - Qualificazioni singolare
Le qualificazioni del singolare del Barcelona Open 2015 sono state un torneo di tennis preliminare per accedere alla fase finale della manifestazione. I vincitori dell'ultimo turno sono entrati di diritto nel tabellone principale. In caso di ritiro di uno o più giocatori aventi diritto a questi sono subentrati i lucky loser, ossia i giocatori che hanno perso nell'ultimo turno ma che avevano una classifica più alta rispetto agli altri partecipanti che avevano comunque perso nel turno finale.

## Teste di serie
1. James Ward (qualificato)
2. Norbert Gombos (ultimo turno)
3. Thiemo de Bakker (qualificato)
4. Kenny de Schepper (ultimo turno, Lucky loser)
5. Yūichi Sugita (qualificato)
6. Daniel Muñoz de la Nava (primo turno, ritirato)

1. Márton Fucsovics (qualificato)
2. Miloslav Mečíř, Jr. (primo turno)
3. Jaroslav Pospíšil (primo turno)
4. Peter Torebko (ultimo turno)
5. Jesse Huta Galung (primo turno, ritirato)
6. Rui Machado (ultimo turno)

## Qualificati
1. James Ward
2. Andrej Rublëv
3. Thiemo de Bakker

1. Márton Fucsovics
2. Yūichi Sugita
3. Jaume Munar

### Lucky loser
1. Kenny de Schepper

## Tabellone

### Legenda
| - Q = Qualificato - WC = Wild card - LL = Lucky loser | - ALT = Alternate - SE = Special Exempt - PR = Protected Ranking | - w/o = Walkover - r = Ritirato - d = Squalificato |

### Sezione 1
|  | Primo turno | Primo turno           | Primo turno | Primo turno | Primo turno |  |  | Ultimo turno | Ultimo turno | Ultimo turno | Ultimo turno | Ultimo turno |  |
|  |             |                       |             |             |             |  |  |              |              |              |              |              |  |
|  | 1           | James Ward            | 6           | 5           | 6           |  |  |              |              |              |              |              |  |
|  | WC          | Eduard Güell Bartrina | 4           | 7           | 3           |  |  | 1            | James Ward   | James Ward   | 6            | 6            |  |
|  | PR          | Javier Martí          | 6           | 63          | 4           |  |  | 12           | Rui Machado  | Rui Machado  | 2            | 3            |  |
|  | 12          | Rui Machado           | 4           | 7           | 6           |  |  |              |              |              |              |              |  |

### Sezione 2
|  | Primo turno | Primo turno       | Primo turno       | Primo turno | Primo turno |  |  | Ultimo turno | Ultimo turno   | Ultimo turno   | Ultimo turno | Ultimo turno |  |
|  |             |                   |                   |             |             |  |  |              |                |                |              |              |  |
|  | 2           | Norbert Gombos    | Norbert Gombos    | 7           | 6           |  |  |              |                |                |              |              |  |
|  | WC          | David Marrero     | David Marrero     | 5           | 1           |  |  | 2            | Norbert Gombos | Norbert Gombos | 64           | 3            |  |
|  |             | Andrej Rublëv     | Andrej Rublëv     | 6           | 4           |  |  |              | Andrej Rublëv  | Andrej Rublëv  | 7            | 6            |  |
|  | 11          | Jesse Huta Galung | Jesse Huta Galung | 3           | 1r          |  |  |              |                |                |              |              |  |

### Sezione 3
|  | Primo turno | Primo turno        | Primo turno        | Primo turno | Primo turno |  |  | Ultimo turno | Ultimo turno     | Ultimo turno     | Ultimo turno | Ultimo turno |  |
|  |             |                    |                    |             |             |  |  |              |                  |                  |              |              |  |
|  | 3           | Thiemo de Bakker   | 6                  | 3           | 6           |  |  |              |                  |                  |              |              |  |
|  |             | Richard Becker     | 4                  | 6           | 3           |  |  | 3            | Thiemo de Bakker | Thiemo de Bakker | 7            | 6            |  |
|  | WC          | Jaume Pla Malfeito | Jaume Pla Malfeito | 2           | 1           |  |  | 10           | Peter Torebko    | Peter Torebko    | 5            | 4            |  |
|  | 10          | Peter Torebko      | Peter Torebko      | 6           | 6           |  |  |              |                  |                  |              |              |  |

### Sezione 4
|  | Primo turno | Primo turno             | Primo turno             | Primo turno | Primo turno |  |  | Ultimo turno | Ultimo turno      | Ultimo turno | Ultimo turno | Ultimo turno |  |
|  |             |                         |                         |             |             |  |  |              |                   |              |              |              |  |
|  | 4           | Kenny de Schepper       | Kenny de Schepper       | 6           | 6           |  |  |              |                   |              |              |              |  |
|  |             | Marek Michalička        | Marek Michalička        | 1           | 2           |  |  | 4            | Kenny de Schepper | 6            | 4            | 62           |  |
|  |             | Gerard Granollers Pujol | Gerard Granollers Pujol | 3           | 4           |  |  | 7            | Márton Fucsovics  | 4            | 6            | 7            |  |
|  | 7           | Márton Fucsovics        | Márton Fucsovics        | 6           | 6           |  |  |              |                   |              |              |              |  |

### Sezione 5
|  | Primo turno | Primo turno         | Primo turno         | Primo turno | Primo turno |  |  | Ultimo turno | Ultimo turno       | Ultimo turno       | Ultimo turno | Ultimo turno |  |
|  |             |                     |                     |             |             |  |  |              |                    |                    |              |              |  |
|  | 5           | Yūichi Sugita       | Yūichi Sugita       | 6           | 6           |  |  |              |                    |                    |              |              |  |
|  |             | Juan Lizariturry    | Juan Lizariturry    | 1           | 0           |  |  | 5            | Yūichi Sugita      | Yūichi Sugita      | 6            | 6            |  |
|  |             | Oriol Roca Batalla  | Oriol Roca Batalla  | 7           | 6           |  |  |              | Oriol Roca Batalla | Oriol Roca Batalla | 1            | 3            |  |
|  | 8           | Miloslav Mečíř, Jr. | Miloslav Mečíř, Jr. | 5           | 2           |  |  |              |                    |                    |              |              |  |

### Sezione 6
|  | Primo turno | Primo turno             | Primo turno             | Primo turno | Primo turno |  |  | Ultimo turno | Ultimo turno | Ultimo turno | Ultimo turno | Ultimo turno |  |
|  |             |                         |                         |             |             |  |  |              |              |              |              |              |  |
|  | 6           | Daniel Muñoz de la Nava | Daniel Muñoz de la Nava | 3           | 4r          |  |  |              |              |              |              |              |  |
|  | WC          | Jaume Munar             | Jaume Munar             | 6           | 5           |  |  | WC           | Jaume Munar  | Jaume Munar  | 6            | 7            |  |
|  |             | Pedro Cachín            | 6                       | 63          | 6           |  |  |              | Pedro Cachín | Pedro Cachín | 2            | 5            |  |
|  | 9           | Jaroslav Pospíšil       | 4                       | 7           | 3           |  |  |              |              |              |              |              |  |